# گومار، بوتسوانا
گومار (به انگلیسی: Gumare) شهری در ناحیهٔ شمال غربی کشور بوتسوانا است که در سال ۲۰۰۰ میلادی ۷٬۴۷۸ نفر جمعیت داشته که از این تعداد، ۳٬۴۸۲ نفر مرد و ۳٬۹۹۶ نفر زن بوده‌اند.